# Crossostemma laurifolium
Crossostemma laurifolium je biljka iz porodice Passifloraceae, roda Crossostemma. Nema sinonima za ovu biljku.
Raste u tropskim dijelovima Afrike, u zapadnoj i istočnoj Gani, u Gvineji u pokrajini Nzérékoré Lola i u Nigeru.

## Vanjske poveznice
- Crossostemma na Germplasm Resources Information Network (GRIN)  Arhivirana inačica izvorne stranice od 5. svibnja 2009. (Wayback Machine), SAD-ov odjel za poljodjelstvo, služba za poljodjelska istraživanja.